# Cantón de Lasalle
El cantón de Lasalle era una división administrativa francesa, que estaba situada en el departamento de Gard y la región de Languedoc-Rosellón.

## Composición
El cantón estaba formado por nueve comunas:
- Colognac
- Lasalle
- Monoblet
- Saint-Bonnet-de-Salendrinque
- Sainte-Croix-de-Caderle
- Saint-Félix-de-Pallières
- Soudorgues
- Thoiras
- Vabres

## Supresión del cantón de Lasalle
En aplicación del Decreto n.º 2014-232 de 24 de febrero de 2014, el cantón de Lasalle fue suprimido el 22 de marzo de 2015 y sus 9 comunas pasaron a formar parte; cuatro del nuevo cantón de La Grand-Combe, tres del nuevo cantón de Quissac y dos del nuevo cantón de Le Vigan.